# Gustavo Correa
Gustavo Correa (* 20. September 1914; † 18. Februar 1995 in Bogotá) war ein kolumbianischer Romanist.

## Leben
Er erwarb das Licenciado an der Escuela Normal Superior in Bogotá 1941 und den Doctor of Philosophy (Estudios estilisticos sobre la poesia de Federico García Lorca) an der Johns Hopkins University 1947. Er war Professor für Spanisch an der Yale University (1959–1995).

## Schriften (Auswahl)
- La poesía mítica de Federico García Lorca. Madrid 1975, ISBN 84-249-0642-X.
- Realidad, ficción y símbolo en las novelas de Pérez Galdós. Ensayo de estética realista. Madrid 1977, ISBN 84-249-0721-3.